# Agustín Ruiz de Arcaute
Agustín Ruiz de Arcaute Ollo (c. 1889-1967) fue un arquitecto e historiador de la arquitectura español.

## Biografía
Nacido hacia 1889, fue profesor en la Escuela Superior de Arquitectura de Madrid. Es conocido por ser autor de una monografía sobre el arquitecto renacentista Juan de Herrera: Juan de Herrera, arquitecto de Felipe II (Espasa-Calpe, 1936), prologada por Teodoro de Anasagasti. El libro, cuyos planteamientos según Catherine Wilkinson habrían sido muy criticados por Amancio Portabales Pichel a mediados del siglo XX, es apreciado en una reseña de tono negativo hacia una nueva monografía de Wilkinson sobre Herrera, escrita por Agustín Bustamante. Participó en proyectos para la reforma de la antigua sede del semanario Nuevo Mundo (1920) o el edificio de Cámara Oficial de Comercio e Industria de Madrid (1921). Falleció el 9 de diciembre en 1967 en Madrid.